# Филистово (Тверская область)
Фили́стово — деревня в Селижаровском районе Тверской области. Относится к Дмитровскому сельскому поселению.

## География
Расположено в 10 километрах к юго-западу от районного центра Селижарово, на автодороге «Селижарово — Большое Кашино». К востоку от деревни — река Песочня.

## История
В 1859 году казённая деревня Филистово имела 152 жителя при 26 дворах.
Во второй половине XIX — начале XX века деревня относилась к Сухошинской волости Осташковского уезда Тверской губернии.
В 1970-е годы в Филистово была центральная усадьба совхоза «Селижаровский». В 1996 году — 101 хозяйство, 285 жителей.

## Население
| 2008 | 2010 |
| ---- | ---- |
| 282  | ↘274 |

Гендерный состав
По переписи 2010 года 142 мужчины и 132 женщины из  274 человек.